# Hřbitov Nachalat Jicchak
Hřbitov Nachalat Jicchak (hebrejsky בית הקברות נחלת יצחק‎, bejt ha-kvarot Nachalat Jicchak, nebo bejt he-almin Nachalat Jicchak, בית העלמין נחלת יצחק‎) je hřbitov na východním okraji Tel Avivu v Izraeli.

## Geografie
Leží na pomezí katastru města Tel Aviv a sousedního Giv'atajim, cca 3,5 kilometru od pobřeží Středozemního moře a od centra Tel Avivu, v nadmořské výšce cca 40 metrů. Západně odtud prochází takzvaná Ajalonská dálnice (dálnice číslo 20). Na západ od hřbitova se rozkládají telavivské čtvrti Nachalat Jicchak a Ramat Jisra'el, na východě plynule navazuje zástavba Giv'atajim. Hřbitov zaujímá výrazně protáhlou, úzkou parcelu.

## Dějiny
Byl otevřen roku 1932 a je považován za jeden z nejstarších hřbitovů v aglomeraci Tel Avivu (Guš Dan). Plocha hřbitova dosahuje cca 86 dunamů (8,6 hektaru) a je tu pohřbeno cca 30 000 lidí, z nichž 7500 jsou dětské hroby. Pohřbeni tu jsou členové slavných chasidských dynastií. Součástí areálu je vojenské pohřebiště nebo hromadný hrob obětí bombardování Tel Avivu za druhé světové války.

## Galerie

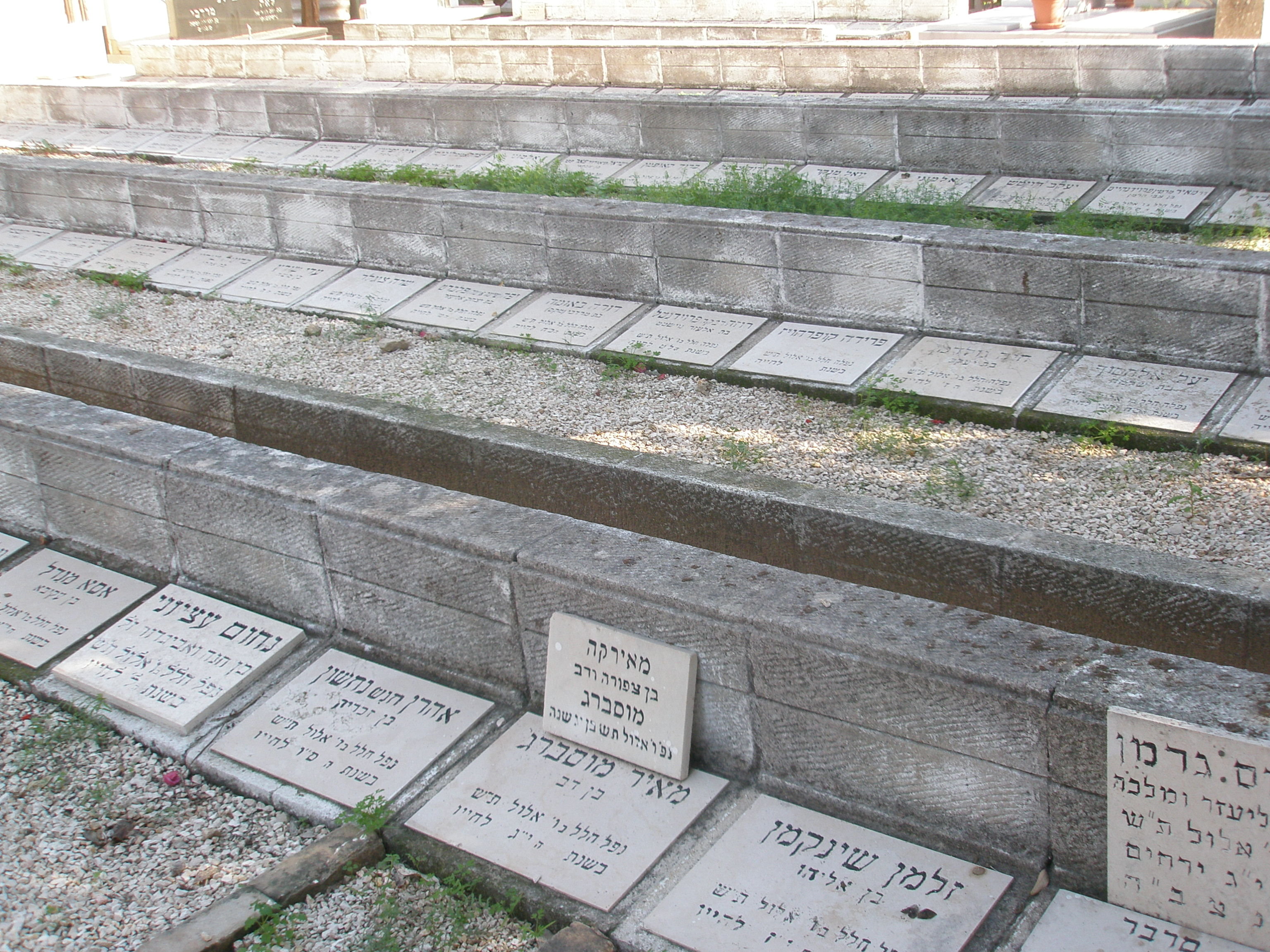
Hromadný hrob obětí bombardování Tel Avivu za druhé světové války na hřbitově Nachalat Jicchak
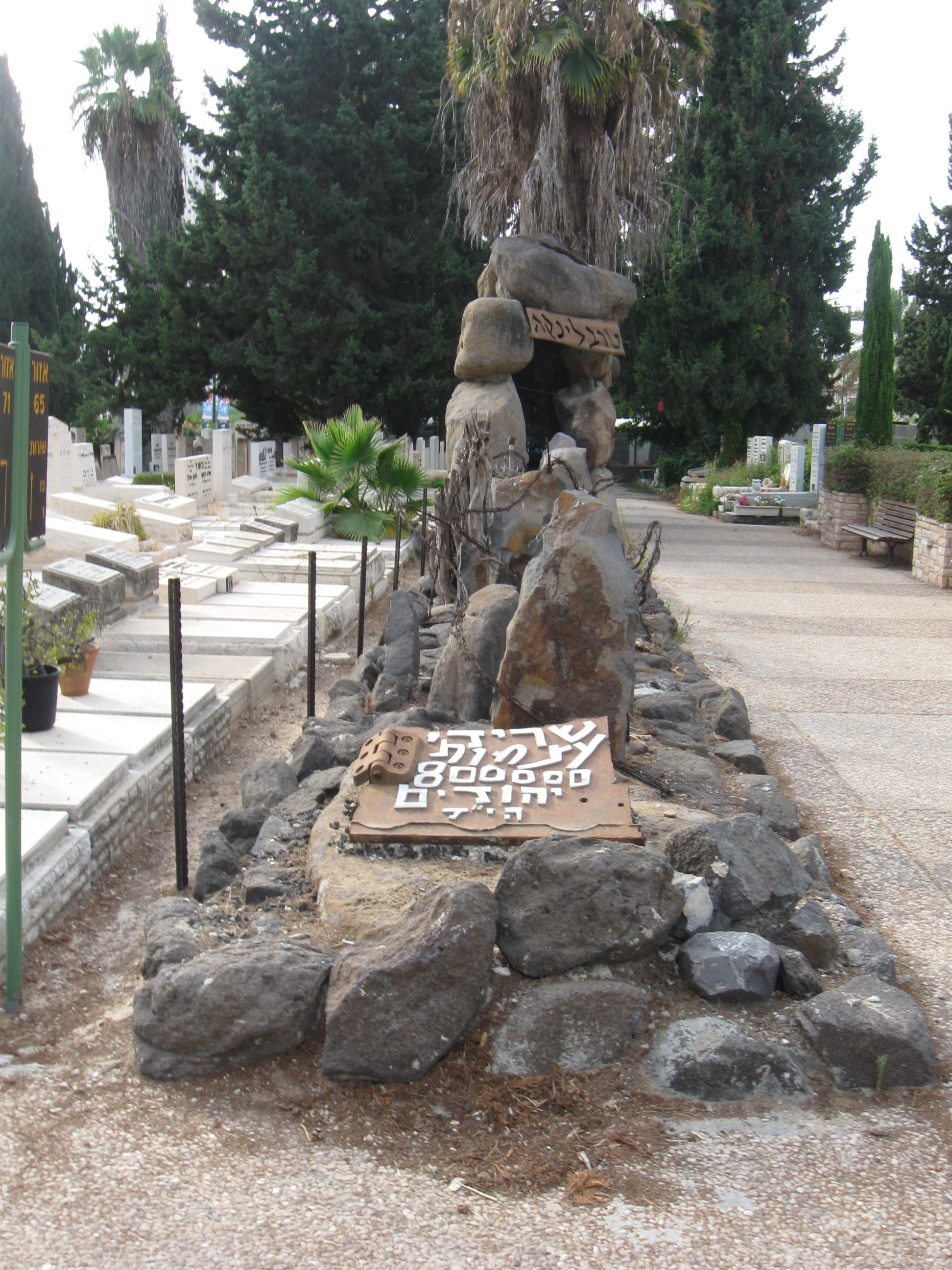
Pomník obětem holocaustu na hřbitově Nachalat Jicchak